# Ramón Pichot
Ramón Pichot y Gironés (Barcelona, 1871 - París, 1 de marzo de 1925) fue un pintor español, miembro de la Colla del Safrà (Grupo del Azafrán), llamado así por el colorido empleado en sus obras.

## Biografía
Pichot nacido en Barcelona, en el seno de una familia que apoyó las vocaciones artísticas de sus hijos, dio sus primeros pasos como pintor junto a sus amigos de la Colla del Safrà, informal grupo de artistas donde entabló amistad y camaradería con Isidre Nonell, Joaquín Mir, Ricard Canals, Juli Vallmitjana y Adrià Gual, los cuales optaron por labrarse unas carreras al margen de los estudios reglados en la Escuela de Bellas Artes de Barcelona (Llotja). Los pintores de la Colla del Safrà dieron una nueva perspectiva a temas paisajísticos como el crepúsculo y el alba, saturando sus obras de amarillos y ocres, prescindiendo de barnices, y abundando en la representación de paisajes y rincones suburbiales de una Barcelona a medio camino entre lo rural y lo industrial.

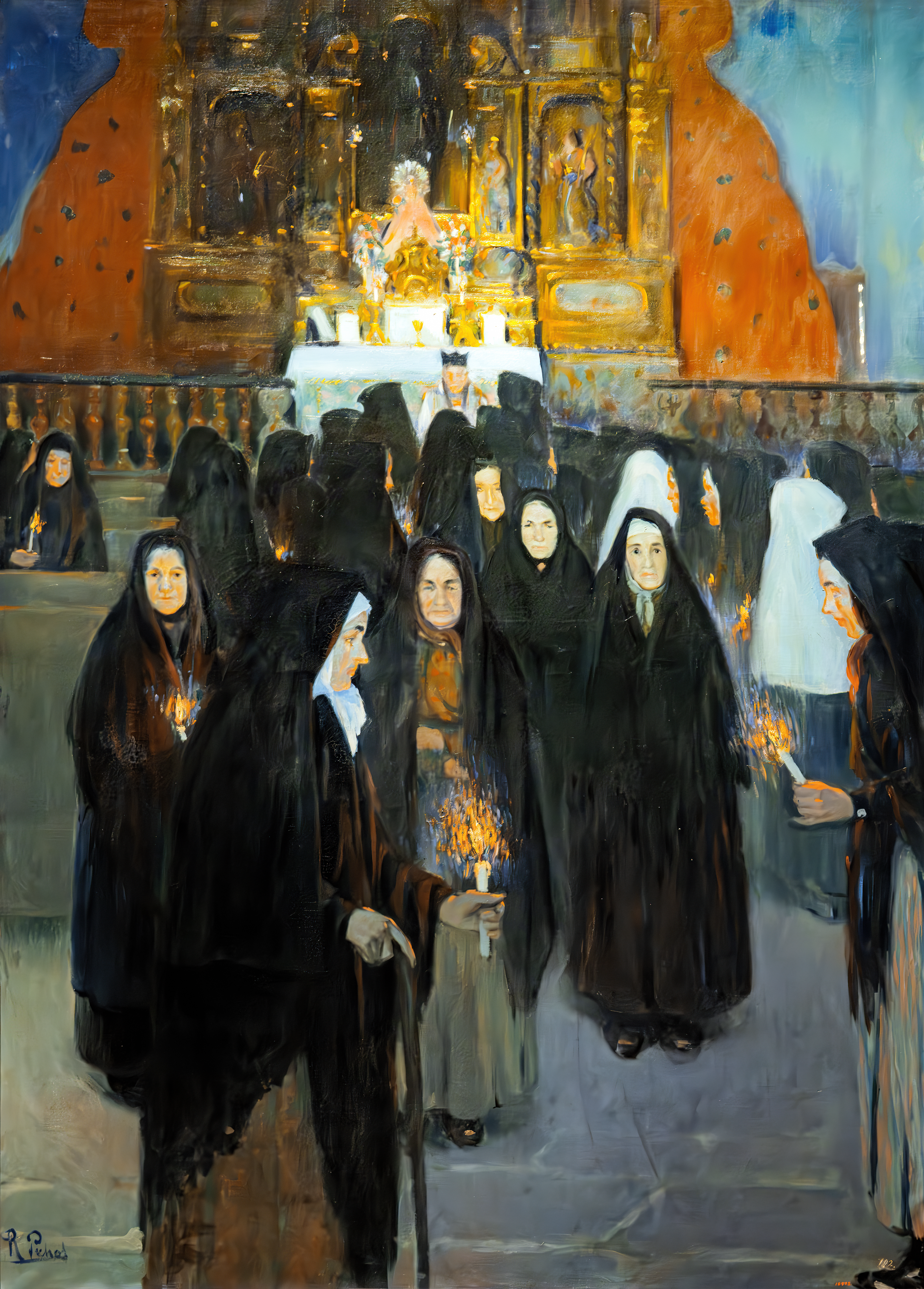
Ofrena(MNAC).

Ramón Pichot  Amigo de infancia de Eduardo Marquina y Luis de Zulueta, se marchó a Francia muy joven. Se relacionó con artistas mayores que él como Ramón Casas y Santiago Rusiñol y entabló amistad con Nonell, Mir y Picasso, que eran más jóvenes, de modo que se convirtió en un artista puente entre ambas generaciones. Artísticamente, su obra se vio inicialmente influenciada por el impresionismo, aunque posteriormente declinó en un modernismo de carácter simbólico, inclinándose hacia 1906 por el luminismo y al final de su vida por el costumbrismo rural. Expuso en las exposiciones de Bellas Artes celebradas en Barcelona en 1894, 1896 y 1898. También expuso en la Sala Parés en 1895, en una colectiva con Ramón Casas. En París, expuso en 1898 en el Salón Nacional. Su cuadro titulado «Ofrenda», que pertenece al Museu Nacional d'Art de Catalunya (MNAC), recibió una medalla en la IV Exposición de Bellas Artes e Industrias Artísticas de 1898.
 

En 1906 se casó con Germaine Pichot (1880-1948), conocida modelo de artistas, y juntos tuvieron un restaurante cerca del Bateau Lavoir, llamado La maison rose. Pichot abandonó París tras la Primera Guerra Mundial, pero regresaba a menudo para comprar libros, ya que se había convertido en un bibliófilo. En uno de esos viajes, murió repentinamente el 1 de marzo de 1925. Picasso quedó tan conmocionado que incluyó la figura de Pichot en el cuadro «Tres bailarinas», en el que estaba trabajando en aquel momento. 

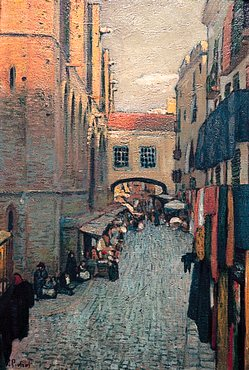
Calle de Santa María.

En La Autobiografía de Alice B. Toklas, Gertrude Stein describe a Pichot de la siguiente manera:

...el pintor español Pichot, [...] era más bien una criatura maravillosa, era largo y delgado como uno de esos Cristos primitivos de las iglesias españolas y cuando bailaba una danza española que hizo más tarde en el famoso banquete a Rousseau, era asombrosamente religioso.

## «La Maison Rose»
Germaine Pichot regentó «La Maison Rose» en Montmartre, un bar de artistas en el que se reunían con frecuencia sus amigos Salvador Dalí, Pablo Picasso y Santiago Rusiñol. Precisamente Picasso lo inmortalizó en su obra “Les trois danseuses” (1925), propiedad de la Tate Modern de Londres. El cuadro representa a Pichot junto a su esposa, Germaine Pichot, una conocida modelo francesa con la que se casó en 1901. Su hermana, María Gay, fue una cantante de ópera de importante trayectoria.
Hay obra suya expuesta en el Museo Nacional de Arte de Cataluña y el Museo Cau Ferrat de Sitges.